# Ondrej Duda
Ondrej Duda (Snina, 5 dicembre 1994) è un calciatore slovacco, centrocampista dell'Al-Ettifaq e della nazionale slovacca.

## Caratteristiche tecniche
È un trequartista che agisce dietro le punte, il suo punto di forza è il dribbling e viene paragonato al connazionale Marek Hamšík. Durante la sua militanza al Verona è stato spostato in mezzo al campo.

## Carriera

### Club

#### Košice
Dopo alcuni anni nelle giovanili, debutta in prima squadra il 22 luglio 2012, a 17 anni, contro la Slovan Bratislava. Il primo gol arriva ad ottobre ma non in campionato, bensì nella Coppa di Slovacchia, durante la gara di andata dei quarti. Con il Košice ottiene un sesto posto nel primo anno, in cui colleziona 17 presenze e un gol, mentre nel secondo anno, quando ormai è diventato titolare della squadra, colleziona 21 presenze e 5 gol in metà stagione, fino a febbraio, quando viene ceduto. Il Košice, a fine stagione, ottiene senza di lui un buon quinto posto, ma soprattutto vince la Coppa di Slovacchia contro la Slovan Bratislava.

#### Legia Varsavia
Il 28 febbraio 2014 viene acquistato dal Legia Varsavia per una cifra intorno ai 300.000 euro dal Košice. La prima presenza con la maglia polacca arriva a marzo nel match terminato 1-1 contro lo Śląsk Wrocław. Il primo gol arriva già nella giornata seguente nel 2-2 contro il Wisła Cracovia. Nel 2014-2015 arriva anche l'esordio nelle coppe europee: gioca infatti prima i preliminari di Champions League e poi, dopo l'eliminazione, in Europa League dove il Legia Varsavia supererà il girone ma verrà eliminato ai sedicesimi di finale dall' Ajax: Duda non giocherà nel doppio confronto per un infortunio alla caviglia.
Il 30 luglio 2015, nel match valido per il terzo turno dei preliminari di Europa League 2015/2016 tra Kukësi e Legia Varsavia, viene colpito da un sasso lanciato dai tifosi di casa: il grave fatto farà sospendere la partita al 51', sul punteggio di 1-2 per gli ospiti. In seguito, sarà assegnato lo 0-3 a tavolino al Legia. Complessivamente in due anni e mezzo con il club polacco mette a referto 99 presenze e 16 gol.

#### Hertha Berlino
Il 20 luglio 2016 viene ceduto all'Hertha Berlino per 4,4 milioni di euro più bonus, diventando il terzo trasferimento più costoso del calcio polacco.

#### Prestito al Norwich City e Colonia
Il 12 gennaio 2020 viene ceduto in prestito al Norwich City.
A fine prestito torna all'Hertha, che il 16 settembre 2020 lo cede a titolo definitivo al Colonia.

#### Verona
Il 29 gennaio 2023, Duda si trasferisce al Verona, in Serie A, con la formula del prestito con obbligo di riscatto condizionato. Fa quindi il suo debutto in massima serie il giorno seguente, sostituendo Ibrahim Sulemana al 58º minuto dell'incontro pareggiato per 1-1 con l'Udinese.
A fine stagione viene riscattato dai veronesi, con cui il 26 agosto 2023 segna la sua prima rete in serie A alla seconda giornata del campionato 2023-2024, nel successo per 2-1 contro la Roma.

#### Al-Ettifaq
Il 16 luglio 2025 viene acquistato dall'Al-Ettifaq, nel campionato saudita.

### Nazionale
Nel 2012 ottiene la sua prima e unica convocazione nella nazionale Under-19, nella quale segna anche un gol, mentre con la nazionale Under-21 ha partecipato alle qualificazioni agli europei di categoria, venendo convocato più volte nel corso dell'anno 2013.
Nel novembre 2014 ottiene poi le prime convocazioni in nazionale maggiore, debuttando il 18 novembre 2014 nell'amichevole vinta 2-1 contro la Finlandia; nel marzo 2015, alla seconda presenza, scende in campo da titolare contro la Rep. Ceca, segnando anche l'unico gol del match. Sceso più volte in campo nel biennio 2015-2016 e convincendo con buone prestazioni, viene convocato per gli Europei 2016 in Francia. Nella partita della fase a gironi persa 2-1 contro il Galles realizza il primo gol nella storia della nazionale slovacca a un europeo di calcio, portando il risultato sul momentaneo 1-1.
Il 25 marzo 2018, durante l'amichevole contro la Thailandia, un suo tempestivo intervento salva la vita al compagno di squadra Martin Škrtel, che in seguito ad una pallonata alla testa aveva perso i sensi, rischiando di soffocare.
Il 18 maggio 2021 viene convocato per gli Europei.

## Statistiche

### Presenze e reti nei club
Statistiche aggiornate al 15 marzo 2025.
| Stagione                 | Squadra                  | Campionato               | Campionato | Campionato | Coppe nazionali | Coppe nazionali | Coppe nazionali | Coppe continentali | Coppe continentali | Coppe continentali | Altre coppe | Altre coppe | Altre coppe | Totale | Totale |
| Stagione                 | Squadra                  | Comp                     | Pres       | Reti       | Comp            | Pres            | Reti            | Comp               | Pres               | Reti               | Comp        | Pres        | goal        | Pres   | Reti   |
| ------------------------ | ------------------------ | ------------------------ | ---------- | ---------- | --------------- | --------------- | --------------- | ------------------ | ------------------ | ------------------ | ----------- | ----------- | ----------- | ------ | ------ |
| 2012-2013                | Košice                   | SL                       | 14         | 0          | CS              | 3               | 1               | -                  | -                  | -                  | -           | -           | -           | 17     | 1      |
| 2013-feb. 2014           | Košice                   | SL                       | 19         | 5          | CS              | 2               | 0               | -                  | -                  | -                  | -           | -           | -           | 21     | 5      |
| Totale Košice            | Totale Košice            | Totale Košice            | 33         | 5          |                 | 5               | 1               |                    | -                  | -                  |             | -           | -           | 38     | 6      |
| gen.-giu. 2014           | Legia Varsavia           | EK                       | 12         | 3          | CP              | 0               | 0               | -                  | -                  | -                  | -           | -           | -           | 12     | 3      |
| 2014-2015                | Legia Varsavia           | EK                       | 27         | 5          | CP              | 5               | 0               | UCL+UEL            | 4+8                | 0+3                | SP          | 0           | 0           | 44     | 8      |
| 2015-2016                | Legia Varsavia           | EK                       | 27         | 2          | CP              | 4               | 1               | UEL                | 6+5                | 2+0                | SP          | 1           | 0           | 43     | 5      |
| lug. 2016                | Legia Varsavia           | EK                       | 1          | 0          | CP              | -               | -               | UCL                | 1                  | 0                  | SP          | 0           | 0           | 2      | 0      |
| Totale Legia Varsavia    | Totale Legia Varsavia    | Totale Legia Varsavia    | 67         | 10         |                 | 9               | 1               |                    | 24                 | 5                  |             | 1           | 0           | 101    | 16     |
| 2016-2017                | Hertha Berlino           | BL                       | 3          | 0          | CG              | 2               | 0               | UEL                | 4                  | 0                  | -           | -           | -           | 9      | 0      |
| 2017-2018                | Hertha Berlino           | BL                       | 17         | 1          | CG              | 0               | 0               | UEL                | 0                  | 0                  | -           | -           | -           | 17     | 1      |
| 2017-2018                | Hertha Berlino II        | RL                       | 1          | 0          | -               | -               | -               | -                  | -                  | -                  | -           | -           | -           | 1      | 0      |
| 2018-2019                | Hertha Berlino           | BL                       | 32         | 11         | CG              | 3               | 0               | -                  | -                  | -                  | -           | -           | -           | 35     | 11     |
| 2019-gen. 2020           | Hertha Berlino           | BL                       | 7          | 0          | CG              | 2               | 1               | -                  | -                  | -                  | -           | -           | -           | 9      | 1      |
| 2019-2020                | Hertha Berlino II        | RL                       | 1          | 0          | -               | -               | -               | -                  | -                  | -                  | -           | -           | -           | 1      | 0      |
| Totale Hertha Berlino II | Totale Hertha Berlino II | Totale Hertha Berlino II | 2          | 0          |                 | -               | -               |                    | -                  | -                  |             | -           | -           | 2      | 0      |
| gen.-lug. 2020           | Norwich City             | PL                       | 10         | 0          | FA Cup+CdL      | 2               | 0               | -                  | -                  | -                  | -           | -           | -           | 12     | 0      |
| ago.-set. 2020           | Hertha Berlino           | BL                       | 0          | 0          | CG              | 1               | 0               | -                  | -                  | -                  | -           | -           | -           | 1      | 0      |
| Totale Hertha Berlino    | Totale Hertha Berlino    | Totale Hertha Berlino    | 59         | 12         |                 | 8               | 1               |                    | 4                  | 0                  |             | -           | -           | 71     | 13     |
| set. 2020-2021           | Colonia                  | BL                       | 32+2       | 7+2        | CG              | 2               | 0               | -                  | -                  | -                  | -           | -           | -           | 36     | 9      |
| 2021-2022                | Colonia                  | BL                       | 31         | 2          | CG              | 3               | 0               | -                  | -                  | -                  | -           | -           | -           | 34     | 2      |
| 2022-gen. 2023           | Colonia                  | BL                       | 13         | 0          | CG              | 0               | 0               | UECL               | 5                  | 2                  | -           | -           | -           | 18     | 2      |
| Totale Colonia           | Totale Colonia           | Totale Colonia           | 78         | 11         |                 | 5               | 0               |                    | 5                  | 2                  |             | -           | -           | 88     | 13     |
| gen.-giu. 2023           | Verona                   | A                        | 15         | 0          | -               | -               | -               | -                  | -                  | -                  | -           | -           | -           | 15     | 0      |
| 2023-2024                | Verona                   | A                        | 32         | 1          | CI              | 1               | 0               | -                  | -                  | -                  | -           | -           | -           | 33     | 1      |
| 2024-2025                | Verona                   | A                        | 20         | 1          | CI              | 1               | 0               | -                  | -                  | -                  | -           | -           | -           | 21     | 1      |
| Totale Verona            | Totale Verona            | Totale Verona            | 67         | 2          |                 | 2               | 0               |                    | -                  | -                  |             | -           | -           | 69     | 2      |
| Totale carriera          | Totale carriera          | Totale carriera          | 316        | 40         |                 | 31              | 3               |                    | 33                 | 7                  |             | 1           | 0           | 380    | 50     |

### Cronologia presenze e reti in nazionale
| Cronologia completa delle presenze e delle reti in nazionale ― Slovacchia | Cronologia completa delle presenze e delle reti in nazionale ― Slovacchia | Cronologia completa delle presenze e delle reti in nazionale ― Slovacchia | Cronologia completa delle presenze e delle reti in nazionale ― Slovacchia | Cronologia completa delle presenze e delle reti in nazionale ― Slovacchia | Cronologia completa delle presenze e delle reti in nazionale ― Slovacchia | Cronologia completa delle presenze e delle reti in nazionale ― Slovacchia | Cronologia completa delle presenze e delle reti in nazionale ― Slovacchia |
| Data                                                                      | Città                                                                     | In casa                                                                   | Risultato                                                                 | Ospiti                                                                    | Competizione                                                              | Reti                                                                      | Note                                                                      |
| ------------------------------------------------------------------------- | ------------------------------------------------------------------------- | ------------------------------------------------------------------------- | ------------------------------------------------------------------------- | ------------------------------------------------------------------------- | ------------------------------------------------------------------------- | ------------------------------------------------------------------------- | ------------------------------------------------------------------------- |
| 18-11-2014                                                                | Žilina                                                                    | Slovacchia                                                                | 2 – 1                                                                     | Finlandia                                                                 | Amichevole                                                                | -                                                                         | 59’                                                                       |
| 31-3-2015                                                                 | Žilina                                                                    | Slovacchia                                                                | 1 – 0                                                                     | Rep. Ceca                                                                 | Amichevole                                                                | 1                                                                         | 82’                                                                       |
| 14-6-2015                                                                 | Žilina                                                                    | Slovacchia                                                                | 2 – 1                                                                     | Macedonia                                                                 | Qual. Euro 2016                                                           | -                                                                         | 80’                                                                       |
| 5-9-2015                                                                  | Oviedo                                                                    | Spagna                                                                    | 2 – 0                                                                     | Slovacchia                                                                | Qual. Euro 2016                                                           | -                                                                         | 61’                                                                       |
| 9-10-2015                                                                 | Žilina                                                                    | Slovacchia                                                                | 0 – 1                                                                     | Bielorussia                                                               | Qual. Euro 2016                                                           | -                                                                         | 79’                                                                       |
| 13-11-2015                                                                | Trnava                                                                    | Slovacchia                                                                | 3 – 2                                                                     | Svizzera                                                                  | Amichevole                                                                | -                                                                         | 87’                                                                       |
| 17-11-2015                                                                | Žilina                                                                    | Slovacchia                                                                | 3 – 1                                                                     | Islanda                                                                   | Amichevole                                                                | -                                                                         |                                                                           |
| 25-3-2016                                                                 | Trnava                                                                    | Slovacchia                                                                | 0 – 0                                                                     | Lettonia                                                                  | Amichevole                                                                | -                                                                         |                                                                           |
| 29-3-2016                                                                 | Dublino                                                                   | Irlanda                                                                   | 2 – 2                                                                     | Slovacchia                                                                | Amichevole                                                                | -                                                                         | 65’                                                                       |
| 29-5-2016                                                                 | Augusta                                                                   | Germania                                                                  | 1 – 3                                                                     | Slovacchia                                                                | Amichevole                                                                | -                                                                         | 61’                                                                       |
| 4-6-2016                                                                  | Trnava                                                                    | Slovacchia                                                                | 0 – 0                                                                     | Irlanda del Nord                                                          | Amichevole                                                                | -                                                                         | 65’                                                                       |
| 11-6-2016                                                                 | Bordeaux                                                                  | Galles                                                                    | 2 – 1                                                                     | Slovacchia                                                                | Euro 2016 - 1º turno                                                      | 1                                                                         | 60’                                                                       |
| 15-6-2016                                                                 | Lilla                                                                     | Russia                                                                    | 1 – 2                                                                     | Slovacchia                                                                | Euro 2016 - 1º turno                                                      | -                                                                         | 67’                                                                       |
| 20-6-2016                                                                 | Saint-Étienne                                                             | Slovacchia                                                                | 0 – 0                                                                     | Inghilterra                                                               | Euro 2016 - 1º turno                                                      | -                                                                         | 57’                                                                       |
| 10-6-2017                                                                 | Vilnius                                                                   | Lituania                                                                  | 1 – 2                                                                     | Slovacchia                                                                | Qual. Mondiali 2018                                                       | -                                                                         | 89’                                                                       |
| 1-9-2017                                                                  | Trnava                                                                    | Slovacchia                                                                | 1 – 0                                                                     | Slovenia                                                                  | Qual. Mondiali 2018                                                       | -                                                                         | 87’                                                                       |
| 4-9-2017                                                                  | Londra                                                                    | Inghilterra                                                               | 2 – 1                                                                     | Slovacchia                                                                | Qual. Mondiali 2018                                                       | -                                                                         | 79’                                                                       |
| 5-10-2017                                                                 | Glasgow                                                                   | Scozia                                                                    | 1 – 0                                                                     | Slovacchia                                                                | Qual. Mondiali 2018                                                       | -                                                                         | 79’                                                                       |
| 8-10-2017                                                                 | Trnava                                                                    | Slovacchia                                                                | 3 – 0                                                                     | Malta                                                                     | Qual. Mondiali 2018                                                       | 1                                                                         | 79’                                                                       |
| 10-11-2017                                                                | Leopoli                                                                   | Ucraina                                                                   | 2 – 1                                                                     | Slovacchia                                                                | Amichevole                                                                | -                                                                         |                                                                           |
| 14-11-2017                                                                | Trnava                                                                    | Slovacchia                                                                | 1 – 0                                                                     | Norvegia                                                                  | Amichevole                                                                | -                                                                         | 64’                                                                       |
| 22-3-2018                                                                 | Bangkok                                                                   | Emirati Arabi Uniti                                                       | 1 – 2                                                                     | Slovacchia                                                                | Amichevole                                                                | -                                                                         | 72’                                                                       |
| 25-3-2018                                                                 | Bangkok                                                                   | Thailandia                                                                | 2 – 3                                                                     | Slovacchia                                                                | Amichevole                                                                | 1                                                                         |                                                                           |
| 31-5-2018                                                                 | Trnava                                                                    | Slovacchia                                                                | 1 – 1                                                                     | Paesi Bassi                                                               | Amichevole                                                                | -                                                                         | 73’                                                                       |
| 4-6-2018                                                                  | Ginevra                                                                   | Slovacchia                                                                | 1 – 2                                                                     | Marocco                                                                   | Amichevole                                                                | -                                                                         | 73’                                                                       |
| 5-9-2018                                                                  | Trnava                                                                    | Slovacchia                                                                | 3 – 0                                                                     | Danimarca                                                                 | Amichevole                                                                | -                                                                         | 61’                                                                       |
| 9-9-2018                                                                  | Leopoli                                                                   | Ucraina                                                                   | 1 – 0                                                                     | Slovacchia                                                                | UEFA Nations League 2018-2019 - 1º turno                                  | -                                                                         | 65’ 74’                                                                   |
| 13-10-2018                                                                | Trnava                                                                    | Slovacchia                                                                | 1 – 2                                                                     | Rep. Ceca                                                                 | UEFA Nations League 2018-2019 - 1º turno                                  | -                                                                         |                                                                           |
| 16-10-2018                                                                | Solna                                                                     | Svezia                                                                    | 1 – 1                                                                     | Slovacchia                                                                | Amichevole                                                                | -                                                                         | 67’                                                                       |
| 19-11-2018                                                                | Praga                                                                     | Rep. Ceca                                                                 | 1 – 0                                                                     | Slovacchia                                                                | UEFA Nations League 2018-2019 - 1º turno                                  | -                                                                         | 58’                                                                       |
| 21-3-2019                                                                 | Trnava                                                                    | Slovacchia                                                                | 2 – 0                                                                     | Ungheria                                                                  | Qual. Euro 2020                                                           | 1                                                                         | 87’                                                                       |
| 24-3-2019                                                                 | Cardiff                                                                   | Galles                                                                    | 1 – 0                                                                     | Slovacchia                                                                | Qual. Euro 2020                                                           | -                                                                         | 65’                                                                       |
| 11-6-2019                                                                 | Baku                                                                      | Azerbaigian                                                               | 1 – 5                                                                     | Slovacchia                                                                | Qual. Euro 2020                                                           | -                                                                         | 71’                                                                       |
| 6-9-2019                                                                  | Bratislava                                                                | Slovacchia                                                                | 0 – 4                                                                     | Croazia                                                                   | Qual. Euro 2020                                                           | -                                                                         |                                                                           |
| 13-10-2019                                                                | Bratislava                                                                | Slovacchia                                                                | 1 – 1                                                                     | Paraguay                                                                  | Amichevole                                                                | -                                                                         | 46’                                                                       |
| 19-11-2019                                                                | Trnava                                                                    | Slovacchia                                                                | 2 – 0                                                                     | Azerbaigian                                                               | Qual. Euro 2020                                                           | -                                                                         | 85’                                                                       |
| 4-9-2020                                                                  | Bratislava                                                                | Slovacchia                                                                | 1 – 3                                                                     | Rep. Ceca                                                                 | UEFA Nations League 2020-2021 - 1º turno                                  | -                                                                         | 17’                                                                       |
| 8-10-2020                                                                 | Bratislava                                                                | Slovacchia                                                                | 0 – 0 dts (4 – 2 dtr)                                                     | Irlanda                                                                   | Qual. Euro 2020                                                           | -                                                                         | 101’ 107’                                                                 |
| 11-10-2020                                                                | Glasgow                                                                   | Scozia                                                                    | 1 – 0                                                                     | Slovacchia                                                                | UEFA Nations League 2020-2021 - 1º turno                                  | -                                                                         | 22’                                                                       |
| 14-10-2020                                                                | Trnava                                                                    | Slovacchia                                                                | 2 – 3                                                                     | Israele                                                                   | UEFA Nations League 2020-2021 - 1º turno                                  | -                                                                         | 21’ 71’                                                                   |
| 12-11-2020                                                                | Belfast                                                                   | Irlanda del Nord                                                          | 1 – 2 dts                                                                 | Slovacchia                                                                | Qual. Euro 2020                                                           | -                                                                         | 66’ 85’                                                                   |
| 15-11-2020                                                                | Trnava                                                                    | Slovacchia                                                                | 1 – 0                                                                     | Scozia                                                                    | UEFA Nations League 2020-2021 - 1º turno                                  | -                                                                         | 65’                                                                       |
| 24-3-2021                                                                 | Nicosia                                                                   | Cipro                                                                     | 0 – 0                                                                     | Slovacchia                                                                | Qual. Mondiali 2022                                                       | -                                                                         | 84’                                                                       |
| 30-3-2021                                                                 | Trnava                                                                    | Slovacchia                                                                | 2 – 1                                                                     | Russia                                                                    | Qual. Mondiali 2022                                                       | -                                                                         |                                                                           |
| 6-6-2021                                                                  | Vienna                                                                    | Austria                                                                   | 0 – 0                                                                     | Slovacchia                                                                | Amichevole                                                                | -                                                                         | 76’                                                                       |
| 14-6-2021                                                                 | San Pietroburgo                                                           | Polonia                                                                   | 1 – 2                                                                     | Slovacchia                                                                | Euro 2020 - 1º turno                                                      | -                                                                         | 90+2’                                                                     |
| 18-6-2021                                                                 | San Pietroburgo                                                           | Svezia                                                                    | 1 – 0                                                                     | Slovacchia                                                                | Euro 2020 - 1º turno                                                      | -                                                                         | 80’                                                                       |
| 23-6-2021                                                                 | Siviglia                                                                  | Slovacchia                                                                | 0 – 5                                                                     | Spagna                                                                    | Euro 2020 - 1º turno                                                      | -                                                                         | 12’ 46’                                                                   |
| 1-9-2021                                                                  | Lubiana                                                                   | Slovenia                                                                  | 1 – 1                                                                     | Slovacchia                                                                | Qual. Mondiali 2022                                                       | -                                                                         | 90’ 90+5’                                                                 |
| 4-9-2021                                                                  | Bratislava                                                                | Slovacchia                                                                | 0 – 1                                                                     | Croazia                                                                   | Qual. Mondiali 2022                                                       | -                                                                         | 62’                                                                       |
| 7-9-2021                                                                  | Bratislava                                                                | Slovacchia                                                                | 2 – 0                                                                     | Cipro                                                                     | Qual. Mondiali 2022                                                       | -                                                                         |                                                                           |
| 8-10-2021                                                                 | Kazan'                                                                    | Russia                                                                    | 1 – 0                                                                     | Slovacchia                                                                | Qual. Mondiali 2022                                                       | -                                                                         | 64’                                                                       |
| 11-11-2021                                                                | Trnava                                                                    | Slovacchia                                                                | 2 – 2                                                                     | Slovenia                                                                  | Qual. Mondiali 2022                                                       | 1                                                                         | 88’                                                                       |
| 14-11-2021                                                                | Ta' Qali                                                                  | Malta                                                                     | 0 – 6                                                                     | Slovacchia                                                                | Qual. Mondiali 2022                                                       | 3                                                                         |                                                                           |
| 25-3-2022                                                                 | Oslo                                                                      | Norvegia                                                                  | 2 – 0                                                                     | Slovacchia                                                                | Amichevole                                                                | -                                                                         | 68’                                                                       |
| 29-3-2022                                                                 | Murcia                                                                    | Slovacchia                                                                | 2 – 0                                                                     | Finlandia                                                                 | Amichevole                                                                | 1                                                                         | 85’                                                                       |
| 3-6-2022                                                                  | Novi Sad                                                                  | Bielorussia                                                               | 0 – 1                                                                     | Slovacchia                                                                | UEFA Nations League 2022-2023 - 1º turno                                  | -                                                                         | 4’ 60’                                                                    |
| 10-6-2022                                                                 | Baku                                                                      | Azerbaigian                                                               | 0 – 1                                                                     | Slovacchia                                                                | UEFA Nations League 2022-2023 - 1º turno                                  | -                                                                         | 65’                                                                       |
| 13-6-2022                                                                 | Astana                                                                    | Kazakistan                                                                | 2 – 1                                                                     | Slovacchia                                                                | UEFA Nations League 2022-2023 - 1º turno                                  | -                                                                         | 86’, 87’                                                                  |
| 17-11-2022                                                                | Podgorica                                                                 | Montenegro                                                                | 2 – 2                                                                     | Slovacchia                                                                | Amichevole                                                                | -                                                                         | 83’                                                                       |
| 20-11-2022                                                                | Bratislava                                                                | Slovacchia                                                                | 0 – 0                                                                     | Cile                                                                      | Amichevole                                                                | -                                                                         | 70’                                                                       |
| 23-3-2023                                                                 | Trnava                                                                    | Slovacchia                                                                | 0 – 0                                                                     | Lussemburgo                                                               | Qual. Euro 2024                                                           | -                                                                         | 80’                                                                       |
| 26-3-2023                                                                 | Bratislava                                                                | Slovacchia                                                                | 2 – 0                                                                     | Bosnia ed Erzegovina                                                      | Qual. Euro 2024                                                           | -                                                                         | 69’                                                                       |
| 8-9-2023                                                                  | Bratislava                                                                | Slovacchia                                                                | 0 – 1                                                                     | Portogallo                                                                | Qual. Euro 2024                                                           | -                                                                         | 53’                                                                       |
| 11-9-2023                                                                 | Bratislava                                                                | Slovacchia                                                                | 3 – 0                                                                     | Liechtenstein                                                             | Qual. Euro 2024                                                           | 1                                                                         | 77’                                                                       |
| 13-10-2023                                                                | Porto                                                                     | Portogallo                                                                | 3 – 2                                                                     | Slovacchia                                                                | Qual. Euro 2024                                                           | -                                                                         | 61’                                                                       |
| 16-10-2023                                                                | Lussemburgo                                                               | Lussemburgo                                                               | 0 – 1                                                                     | Slovacchia                                                                | Qual. Euro 2024                                                           | -                                                                         | 88’                                                                       |
| 16-11-2023                                                                | Bratislava                                                                | Slovacchia                                                                | 4 – 2                                                                     | Islanda                                                                   | Qual. Euro 2024                                                           | 1                                                                         | 79’                                                                       |
| 19-11-2023                                                                | Zenica                                                                    | Bosnia ed Erzegovina                                                      | 1 – 2                                                                     | Slovacchia                                                                | Qual. Euro 2024                                                           | -                                                                         | 85’                                                                       |
| 23-3-2024                                                                 | Bratislava                                                                | Slovacchia                                                                | 0 – 2                                                                     | Austria                                                                   | Amichevole                                                                | -                                                                         |                                                                           |
| 26-3-2024                                                                 | Oslo                                                                      | Norvegia                                                                  | 1 – 1                                                                     | Slovacchia                                                                | Amichevole                                                                | 1                                                                         | 46’                                                                       |
| 9-6-2024                                                                  | Trnava                                                                    | Slovacchia                                                                | 4 – 0                                                                     | Galles                                                                    | Amichevole                                                                | -                                                                         | 71’                                                                       |
| 17-6-2024                                                                 | Francoforte sul Meno                                                      | Belgio                                                                    | 0 – 1                                                                     | Slovacchia                                                                | Euro 2024 - 1º turno                                                      | -                                                                         | 90+4’                                                                     |
| 21-6-2024                                                                 | Düsseldorf                                                                | Slovacchia                                                                | 1 – 2                                                                     | Ucraina                                                                   | Euro 2024 - 1º turno                                                      | -                                                                         | 60’                                                                       |
| 26-6-2024                                                                 | Francoforte sul Meno                                                      | Slovacchia                                                                | 1 – 1                                                                     | Romania                                                                   | Euro 2024 - 1º turno                                                      | 1                                                                         | 90+1’ 90+2’                                                               |
| 30-6-2024                                                                 | Gelsenkirchen                                                             | Inghilterra                                                               | 2 – 1 dts                                                                 | Slovacchia                                                                | Euro 2024 - Ottavi di finale                                              | -                                                                         | 81’                                                                       |
| 5-9-2024                                                                  | Tallinn                                                                   | Estonia                                                                   | 0 – 1                                                                     | Slovacchia                                                                | UEFA Nations League 2024-2025 - 1º turno                                  | -                                                                         | 83’                                                                       |
| 8-9-2024                                                                  | Košice                                                                    | Slovacchia                                                                | 2 – 0                                                                     | Azerbaigian                                                               | UEFA Nations League 2024-2025 - 1º turno                                  | 1                                                                         | 71’                                                                       |
| 11-10-2024                                                                | Bratislava                                                                | Slovacchia                                                                | 2 – 2                                                                     | Svezia                                                                    | UEFA Nations League 2024-2025 - 1º turno                                  | -                                                                         | 61’ 76’                                                                   |
| 14-10-2024                                                                | Baku                                                                      | Azerbaigian                                                               | 1 – 3                                                                     | Slovacchia                                                                | UEFA Nations League 2024-2025 - 1º turno                                  | -                                                                         | 90’                                                                       |
| 16-11-2024                                                                | Solna                                                                     | Svezia                                                                    | 2 – 1                                                                     | Slovacchia                                                                | UEFA Nations League 2024-2025 - 1º turno                                  | -                                                                         | 67’                                                                       |
| 20-3-2025                                                                 | Bratislava                                                                | Slovacchia                                                                | 0 – 0                                                                     | Slovenia                                                                  | UEFA Nations League 2024-2025 - Play-off                                  | -                                                                         | 84’                                                                       |
| 23-3-2025                                                                 | Lubiana                                                                   | Slovenia                                                                  | 1 – 0 dts                                                                 | Slovacchia                                                                | UEFA Nations League 2024-2025 - Play-off                                  | -                                                                         | 67’ 99’                                                                   |
| 7-6-2025                                                                  | Candia                                                                    | Grecia                                                                    | 4 – 1                                                                     | Slovacchia                                                                | Amichevole                                                                | -                                                                         | 76’                                                                       |
| 10-6-2025                                                                 | Debrecen                                                                  | Israele                                                                   | 1 – 0                                                                     | Slovacchia                                                                | Amichevole                                                                | -                                                                         | 76’                                                                       |
| Totale                                                                    |                                                                           | Presenze (7º posto)                                                       | 85                                                                        |                                                                           | Reti (5º posto)                                                           | 15                                                                        |                                                                           |